# Alexander Lehotský

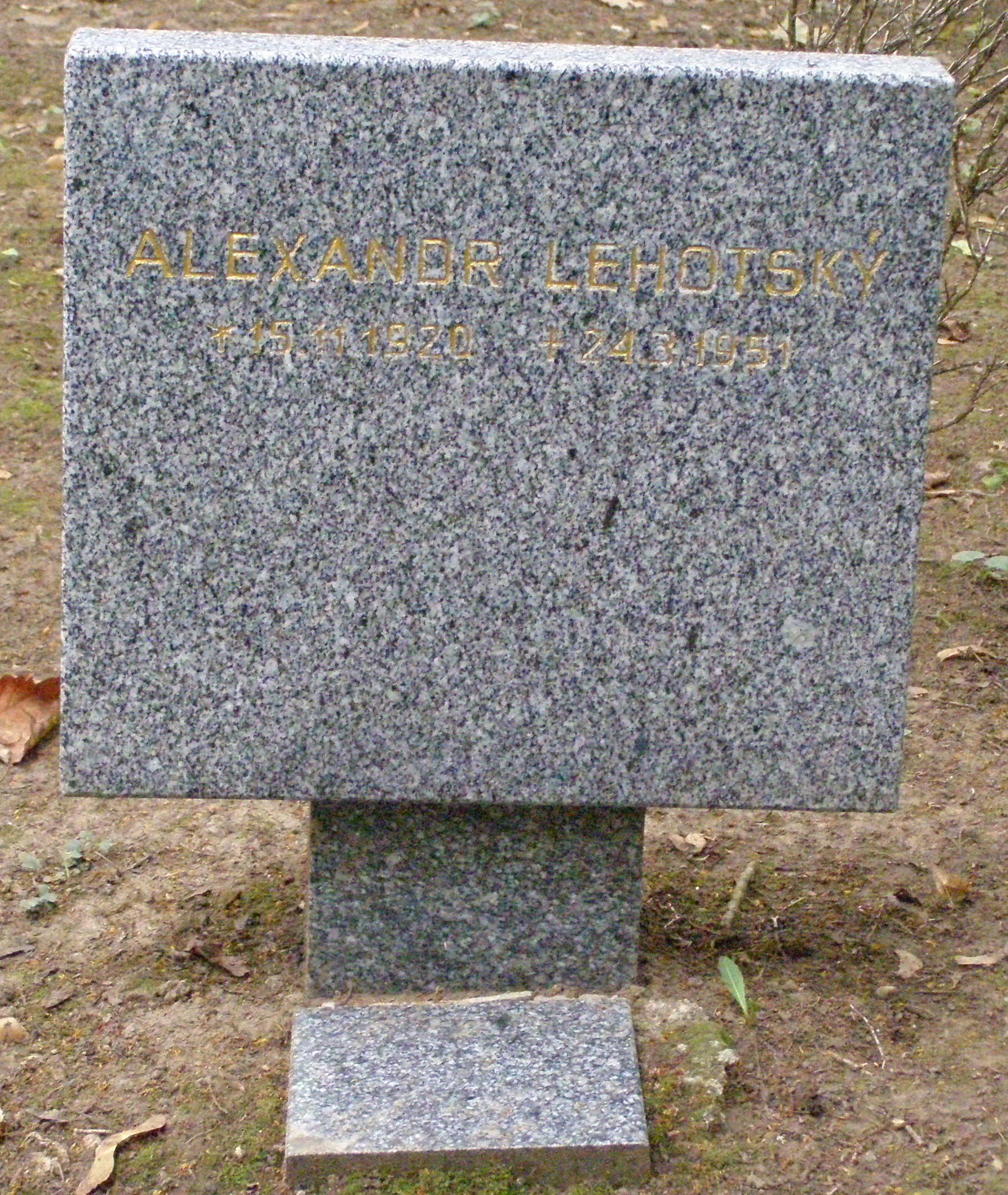
Symbolický hrob na Čestném pohřebišti popravených a umučených z padesátých let (III. odboj) na Ďáblickém hřbitově v Praze

Alexander Lehotský (15. listopadu 1920 Lukanovo – 24. března 1955 Věznice Pankrác) byl automechanik a protikomunistický odbojář odsouzený v politickém procesu komunistickým režimem k trestu smrti a v roce 1955 popraven.
Narodil se v roce 1920 v Lukanovo v dnešní Nižněnovgorodské oblasti. Po únorovém převratu se stal agentem americké zpravodajské služby CIC. Za trestné činy vyzvědačství, loupeže a pokus o maření úředního výkonu byl v politickém procesu odsouzen k trestu smrti. Popraven byl v březnu 1955.